# Schinzels hypothese H
In de wiskunde is Schinzels hypothese H een brede generalisatie van vermoedens zoals de oneindigheid van priemtweelingen. Het doel is de mogelijke reikwijdte te bepalen van een vermoeden van de soort dat de leden van een familie
{\displaystyle (f_{i}(n))}
van irreducibele polynomen {\displaystyle f_{i}(x)} tegelijkertijd priemgetallen als waarde aannemen, voor een willekeurig groot geheel getal {\displaystyle n}. Anders gezegd, er moeten oneindig veel van die gehele getallen {\displaystyle n} zijn, waarvoor alle waarden van de rij priemgetallen zijn. Er moeten wel eisen gesteld worden aan de polynomen. Andrzej Schinzels hypothese is een uitbreiding van het eerdere vermoeden van Bunyakovsky voor een enkele polynoom.

## Noodzakelijke voorwaarden
De hypothese moet aan noodzakelijke voorwaarden voldoen. Als we bijvoorbeeld de polynomen {\displaystyle x+4} en {\displaystyle x+7} nemen, is er geen {\displaystyle n>0} zodat {\displaystyle x+4} en {\displaystyle n+7} beide priem zijn. Dit komt doordat een van de twee een even getal is groter dan 2, en de ander is een oneven getal. Het is dus van belang om dit fenomeen te voorkomen.

## Vaste delers
Dit kan voorkomen worden door middel van een geheelwaardige polynoom. Een natuurlijk getal {\displaystyle m} heet een vaste deler van de geheelwaardige polynoom {\displaystyle Q(x)} als:
{\displaystyle Q(x)/m}
ook een geheelwaardige polynoom is. Zo kunnen we zeggen dat:
{\displaystyle (x+4)(x+7)}
een vaste deler 2 heeft. Voor de polynoom
{\displaystyle Q(x)=\prod f_{i}(x)}
moeten deze vaste delers uitgesloten worden, aangezien hun bestaan de mogelijkheid dat alle {\displaystyle f_{i}(x)} voor grote waarden van {\displaystyle n}tegelijk een priemgetal als waarde aannemen, tegenspreekt.

## Formulering van hypothese H
Hierom is de standaardvorm van 'hypothese H dat als {\displaystyle Q(} zoals hierboven gedefinieerd geen vaste delers heeft, dan zijn alle {\displaystyle f_{i}(n)} oneindig vaak tegelijk priemwaardig, voor alle mogelijke irreducibele polynomen zonder vaste delers {\displaystyle f_{i}(x)} met positieve leidende coëfficiënt.
Een simpel voorbeeld als
{\displaystyle x^{2}+1}
heeft geen vaste delers. Daarom is te verwachten dat er oneindig veel priemgetallen zijn van de vorm
{\displaystyle n^{2}+1}
Dit is nog niet bewezen. Het was een van Landau's vermoedens.

## Vooruitzichten en toepassingen
De hypothese is waarschijnlijk niet te bewijzen met de huidige methoden in analytische getaltheorie, maar wordt vaak gebruikt om conditionele resultaten te bewijzen, bijvoorbeeld in de geheeltallige meetkunde. Het resultaat van het vermoeden is zo sterk, dat een bewijs te veel gevraagd kan zijn.
Met behulp van de hypothese H zouden een aantal problemen uit de getaltheorie opgelost kunnen worden, waaronder:
- De oneindigheid van priemtweelingen
- De oneindigheid van Sophie-Germain priemgetallen
- De oneindigheid van Cunningham-kettingen van de eerste en tweede soort van willekeurige lengte